# Saison 2 de Revolution
Chronologie
Saison 1
Cet article présente les vingt-deux épisodes de la deuxième saison de la série télévisée américaine Revolution.

## Synopsis
Quinze ans après un blackout qui a touché toute la planète, des personnes luttent pour survivre et retrouver leurs proches dans un monde où toute forme d’énergie électrique a mystérieusement disparu et qui est dirigé par des milices.

## Distribution

### Acteurs principaux
- Billy Burke (VF : Pierre Tessier) : Miles Matheson
- Tracy Spiridakos (VF : Nastassja Girard) : Charlotte « Charlie » Matheson
- Elizabeth Mitchell (VF : Dominique Vallée) : Rachel Matheson
- Zak Orth (VF : Bruno Magne) : Aaron Pittman
- Stephen Collins : Dr Gene Porter
- Giancarlo Esposito (VF : Gilles Morvan) : le capitaine Tom Neville
- J. D. Pardo (VF : Jean-François Cros) : Jason Neville
- David Lyons (VF : Rémi Bichet) : Sebastian « Bass » Monroe

### Acteurs récurrents
- Jessica Collins : Cynthia
- Patrick Heusinger (en) : Adam (épisodes 1 à 3)
- Nicole Ari Parker : Secretary Justine Allenford (épisodes 1 à 8)
- Steven Culp : Edward Truman (dès l'épisode 4)
- Jim Beaver : John Franklin Fry (épisodes 5 et
- Željko Ivanek : Dr Calvin Horn (épisodes 6 à 9, et 15)
- Kim Raver (VF : Juliette Degenne) : Julia, la femme de Tom Neville (épisodes 9 à 12)
- Christopher Cousins : patriote Victor Doyle (dès l'épisode 9)
- Mat Vairo : Connor Bennett (dès l'épisode 10)
- Maria Howell (VF : Odile Schmitt) : Grace Beaumont (épisodes 10 et 11)
- Maureen Sebastian (VF : Marie-Eugénie Maréchal) : Priscilla Pittman (dès l'épisode 11)
- Daniel Henney : Peter Garner (épisodes 13 à 15)
- Katie Aselton : Duncan Page (épisodes 13 et 14)

### Invités
- Bret Michaels : lui-même (épisode 13)
- Daniella Alonso : Nora Clayton (épisode 15)

## Production

### Développement
Le 26 avril 2013, la série a été renouvelée pour cette deuxième saison de vingt-deux épisodes
. Le 12 mai 2013, NBC annonce qu'elle changera de case horaire à l'automne pour le mercredi à 20 h.

### Casting
Parmi les invités et récurrents de la deuxième saison : Jessica Collins, Patrick Heusinger, Stephen Collins, Nicole Ari Parker, Steven Culp, Jim Beaver, Željko Ivanek, Christopher Cousins, Mat Vairo, Bret Michaels et Daniel Henney.

### Diffusions
Aux États-Unis, la série est diffusée depuis 25 septembre 2013 sur NBC et en simultané sur City, au Canada
En France, la saison est diffusée en prime time depuis le 4 novembre 2014. Elle sera déplacée en seconde partie de soirée à partir du 18 novembre 2014.
Au Québec, la saison est diffusée depuis le 18 février 2015 sur V.
Cependant, elle reste inédite dans les autres pays francophones.

## Liste des épisodes

### Épisode 1:Les combats continuent
- États-Unis /  Canada : 25 septembre 2013 sur NBC / City
- France : 4 novembre 2014 sur NT1
- Québec : 18 février 2015 sur V
- Belgique : sur La Deux

- États-Unis : 6,81 millions de téléspectateurs[14] (première diffusion)
- Canada : 616 000 téléspectateurs[15] (première diffusion)
- France : 226 000 téléspectateurs

- Adam Beach : Sheriff Mason Grey
- Jessica Collins : Cynthia

### Épisode 2:Survivre ensemble
- États-Unis /  Canada : 2 octobre 2013 sur NBC / City
- France : 4 novembre 2014 sur NT1
- Québec : 25 février 2015 sur V

- États-Unis : 5,46 millions de téléspectateurs[16] (première diffusion)
- Canada : 434 000 téléspectateurs[17]
- France : 226 000 téléspectateurs

- Richard T. Jones : Ken Dawson
- Nicole Ari Parker : Justine Allenford
- Matt Ross : Titus Andover
- Deborah Puette : Jessica Andover

### Épisode 3:Par amour
- États-Unis /  Canada : 9 octobre 2013 sur NBC / City
- France : 4 novembre 2014 sur NT1
- Québec : 4 mars 2015 sur V

- États-Unis : 5,45 millions de téléspectateurs[18] (première diffusion)
- France : 226 000 téléspectateurs

### Épisode 4:De l'autre côté du masque
- États-Unis /  Canada : 16 octobre 2013 sur NBC / City
- France : 11 novembre 2014 sur NT1
- Québec : 11 mars 2015 sur V

- États-Unis : 5,42 millions de téléspectateurs[19] (première diffusion)
- France : 148 000 téléspectateurs

- Steven Culp : Edward Truman

### Épisode 5:L'union sacrée
- États-Unis /  Canada : 23 octobre 2013 sur NBC / City
- France : 11 novembre 2014 sur NT1
- Québec : 18 mars 2015 sur V

- États-Unis : 5,04 millions de téléspectateurs[20] (première diffusion)
- France : 148 000 téléspectateurs

- Jim Beaver : Le Ranger John Franklin Fry
- Adam Sinclair : Carl

### Épisode 6:L'Ennemi public numéro 1
- États-Unis /  Canada : 30 octobre 2013 sur NBC / City
- France : 11 novembre 2014 sur NT1
- Québec : 25 mars 2015 sur V

- États-Unis : 4,87 millions de téléspectateurs[21] (première diffusion)
- France : 148 000 téléspectateurs

- Alanna Ubach : Bonnie Webster
- Alika Ray : Shelley

### Épisode 7:Chasse à l'homme
- États-Unis /  Canada : 6 novembre 2013 sur NBC / City
- France : 18 novembre 2014 sur NT1
- Québec : 1er avril 2015 sur V

- États-Unis : 5,21 millions de téléspectateurs[22] (première diffusion)
- France : 90 000 téléspectateurs[23](première diffusion)

- Zeljko Ivanek : Dr. Calvin Horn

### Épisode 8:Le Secret duDrHorn
- États-Unis /  Canada : 13 novembre 2013 sur NBC / City
- France : 18 novembre 2014 sur NT1
- Québec : 8 avril 2015 sur V

- États-Unis : 5,17 millions de téléspectateurs[24] (première diffusion)
- Canada : 316 000 téléspectateurs[17]
- France : 78 000 téléspectateurs[23](première diffusion)

### Épisode 9:L'Interface
- États-Unis /  Canada : 20 novembre 2013 sur NBC / City
- France : 18 novembre 2014 sur NT1
- Québec : 15 avril 2015 sur V

- États-Unis : 5,37 millions de téléspectateurs[25] (première diffusion)
- France : 88 000 téléspectateurs[23](première diffusion)

### Épisode 10:Le fils caché
- États-Unis /  Canada : 8 janvier 2014 sur NBC / City
- France : 25 novembre 2014 sur NT1
- Québec : 22 avril 2015 sur V

- États-Unis : 5,93 millions de téléspectateurs[26] (première diffusion)

### Épisode 11:Mes deux pères
- États-Unis /  Canada : 15 janvier 2014 sur NBC / City
- France : 25 novembre 2014 sur NT1
- Québec : 29 avril 2015 sur V

- États-Unis : 4,78 millions de téléspectateurs[27] (première diffusion)

- Joaquim de Almeida : Luis Nunez

### Épisode 12:L'Antidote
- États-Unis /  Canada : 22 janvier 2014 sur NBC / City
- France : 25 novembre 2014 sur NT1
- Québec : 6 mai 2015 sur V

- États-Unis : 5,28 millions de téléspectateurs[28] (première diffusion)

### Épisode 13:Le temps suspendu
- États-Unis /  Canada : 29 janvier 2014 sur NBC / City
- France : 2 décembre 2014 sur NT1
- Québec : 13 mai 2015 sur V

- États-Unis : 5,04 millions de téléspectateurs[29] (première diffusion)

- Cotter Smith : Le Président Jack Davis
- Bret Michaels : lui-même
- Katie Aselton : Duncan Page
- Daniel Henney : Peter Garner

### Épisode 14:Le Combat
- États-Unis /  Canada : 26 février 2014 sur NBC / City
- France : 2 décembre 2014 sur NT1
- Québec : 20 mai 2015 sur V

- États-Unis : 4,63 millions de téléspectateurs[30] (première diffusion)

### Épisode 15:Chasseur de rêve
- États-Unis /  Canada : 5 mars 2014 sur NBC / City
- France : 2 décembre 2014 sur NT1
- Québec : 27 mai 2015 sur V

- États-Unis : 4,76 millions de téléspectateurs[31] (première diffusion)

### Épisode 16:Programmé pour tuer
- États-Unis /  Canada : 12 mars 2014 sur NBC / City
- France : 9 décembre 2014 sur NT1
- Québec : 3 juin 2015 sur V

- États-Unis : 4,63 millions de téléspectateurs[32] (première diffusion)

### Épisode 17:À feu et à sang
- États-Unis /  Canada : 19 mars 2014 sur NBC / City
- France : 9 décembre 2014 sur NT1
- Québec : 10 juin 2015 sur V

- États-Unis : 4,26 millions de téléspectateurs[33] (première diffusion)

- Reiko Aylesworth : Marion Kelly
- Billy Lush : Scanlon

### Épisode 18:L'Attentat
- États-Unis /  Canada : 2 avril 2014 sur NBC / City
- France : 9 décembre 2014 sur NT1
- Québec : 17 juin 2015 sur V

- États-Unis : 4,4 millions de téléspectateurs[34] (première diffusion)

- M.C. Gainey : Frank Blanchard
- Anthony Ruivivar : Général Bill Carver

### Épisode 19:Quand le pire arrive
- États-Unis /  Canada : 30 avril 2014 sur NBC / City
- France : 16 décembre 2014 sur NT1
- Québec : 24 juin 2015 sur V

- États-Unis : 4,32 millions de téléspectateurs[35] (première diffusion)

### Épisode 20:Pour les lendemains meilleurs
- États-Unis /  Canada : 7 mai 2014 sur NBC / City
- France : 16 décembre 2014 sur NT1
- Québec : 1er juillet 2015 sur V

- États-Unis : 3,78 millions de téléspectateurs[36] (première diffusion)

### Épisode 21:Menace toxique
- États-Unis /  Canada : 14 mai 2014 sur NBC / City
- France : 16 décembre 2014 sur NT1
- Québec : 8 juillet 2015 sur V

- États-Unis : 3,91 millions de téléspectateurs[37] (première diffusion)

### Épisode 22:Vers un nouveau commencement
- États-Unis /  Canada : 21 mai 2014 sur NBC / City
- France : 16 décembre 2014 sur NT1
- Québec : 15 juillet 2015 sur V

- États-Unis : 4,13 millions de téléspectateurs[38] (première diffusion)